# Klima-Michel-Modell
Das Klima-Michel-Modell ist ein Modell für den Wärmehaushalt eines Menschen. Das Modell wurde von Jendritzky im Jahr 1990 vorgestellt und wird jetzt vom Deutschen Wetterdienst verwendet. Es geht auf eine Behaglichkeitsgleichung von Fanger (1972) und dessen PMV-Wert zurück und beinhaltet eine luftfeuchteabhängige Korrektur für feuchtwarme Bedingungen nach Gagge (1986). Durch die Berücksichtigung der für den menschlichen Wärmehaushalt relevanten Größen lässt sich mit diesem Modell das Temperaturempfinden eines Durchschnittsmenschen hinsichtlich Behaglichkeit, Wärmebelastung und Kältestress beschreiben.
Für diesen Durchschnittsmenschen, Michel genannt, gelten verschiedene Annahmen:
- eine Körpergröße von 1,75 Metern
- ein Körpergewicht von 75 Kilogramm
- eine Körperoberfläche von 1,9 Quadratmetern und
- ein Alter von etwa 35 Jahren.

Beschrieben wird das thermische Empfinden als Funktion
- der Aktivität des Menschen (veranschlagt wird in der Regel eine Arbeitsleistung von 116 Watt pro Quadratmeter Körperoberfläche, was etwa dem schnelleren Spazierengehen entspricht)
- der Wärmeisolation der Bekleidung
- der Lufttemperatur
- der Windgeschwindigkeit (siehe auch Windchill)
- des Wasserdampfdrucks (Luftfeuchtigkeit, siehe auch Humidex) und
- der mittleren Strahlungstemperatur (Einwirkung vor allem der direkten Sonnenstrahlung).

Als Resultat der Berechnungen wird der Anschaulichkeit halber zur Beschreibung des thermischen Empfindens die gefühlte Temperatur in Grad Celsius verwendet. Die Bekleidung des Menschen wird dabei stets an die Bedingungen angepasst, um eine möglichst hohe Behaglichkeit zu erreichen.